# Gerhard Lüders
Gerhart Lüders (Hamburgo, 25 de fevereiro de 1920 — Göttingen, 31 de janeiro de 1995) foi um físico alemão.